# Air Force Office of Special Investigations
L'Air Force Office of Special Investigations (OSI) è un'agenzia dell'United States Air Force che si occupa di ogni caso criminale o investigativo che riguarda l'aeronautica militare. Dipende dal Segretario all'aeronautica degli Stati Uniti d'America.